# Luis Felipe Neri de Alfaro
Luis Felipe Neri de Alfaro o El Padre Alfaro (Ciudad de México, México, 1709-†San Miguel de Allende, Guanajuato, 1776) fue un sacerdote. Fue el fundador del santuario de Jesús Nazareno en Atotonilco, San Miguel de Allende, también instauró la procesión del Viernes Santo en San Miguel de Allende ""El Paso del Sacerdote"".

## Primeros años

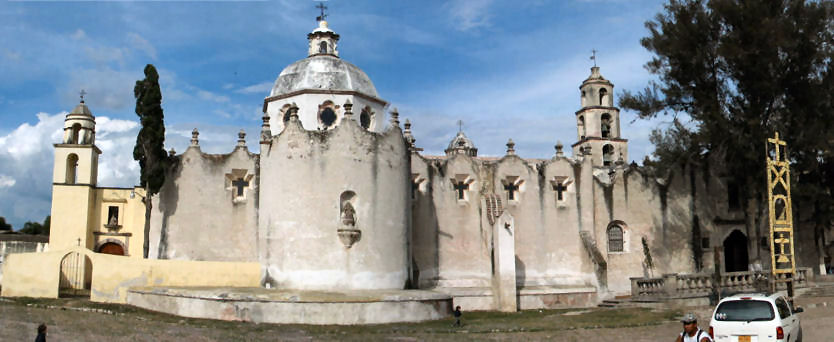
Santuario de Atotonilco.

Luis Felipe Neri de Alfaro nació en la Ciudad de México el 25 de agosto de 1709. Sus padres fueron Don Esteban Valero de Alfaro y Doña María Velázquez de Castilla. Ingresó en el Real y Pontificio Seminario para estudiar filosofía y teología y recibió a los 20 años de edad el grado de bachiller en Sagrada Teología. “Y cuando todos concebían las más lisonjeras esperanzas de que haría en el mundo una brillante fortuna por la carrera de las letras, colocándose en alguna honrosa dignidad, como se lo sugerían sus parientes... [él] determinó salir de su patria México, y buscar seguro asilo en la venerable y muy ilustre congregación del Oratorio en la villa de San Miguel el Grande (hoy San Miguel de Allende)... atraído sin duda por la fama de observancia y literatura de que entonces disfrutaba esa congregación." (Juan Benito Díaz de Gamarra y Dávalos, Elogio fúnebre, 1776).
El 26 de mayo de 1730, día de la festividad de San Felipe Neri, fue recibido en dicha congregación.

## El Santuario de Atotonilco
Ordenado sacerdote cinco años después en 1746, con licencia de sus superiores y siempre en calidad de felipense, se trasladó a Atotonilco (“lugar de agua caliente” en náhuatl), a 14 kilómetros san miguel, donde había levantado desde sus cimientos el famoso Santuario de Jesús Nazareno.
El Padre Alfaro venia del pueblo de Dolores para Atotonilco, y que fatigado del camino se acostó a descansar bajo la sombra de un mezquite que se encontraba donde hoy se ve la iglesia principal y en sueños se le apareció Cristo con una cruz en el hombro, y le dijo le construyera un templo en aquel mismo lugar; el padre inmediatamente se fue a ver al S.R. D. Ignacio García dueño de Atotonilco, para hacerse del terreno, y quedó resuelta la fundación.”
La primera piedra de este santo templo se puso solemnemente el lunes 3 de mayo de 1740, con asistencia de algunos PP. De la V. Congregación del Oratorio. Desde este momento empezó Dios este santo lugar con muy particulares gracias, pues estando el R. P. Alfaro en la mañana, trazando los cimientos de la nueva iglesia, se dejaron ver tres arcoíris: uno al oriente, otro al norte y el otro al sur, dejando descubierto el poniente, por este raro suceso el R.P. Alfaro Puso la puerta del templo mirando al poniente, como hoy se ve.
A los ocho años de puesta la primera piedra se concluyó la iglesia principal, sin las demás capillas y camarines que se construyeron después. El domingo 20 de julio de 1748 fue la dedicación de la iglesia, y se colocó en el altar mayor la imagen de Jesús Nazareno.
La casa de ejercicios se estrenó el 11 de julio de 1765. En ese mismo Santuario de Jesús Nazareno donde principalmente se revela el Padre Alfaro como un “Sacerdote fiel y según el corazón de dios.”

## Últimos años

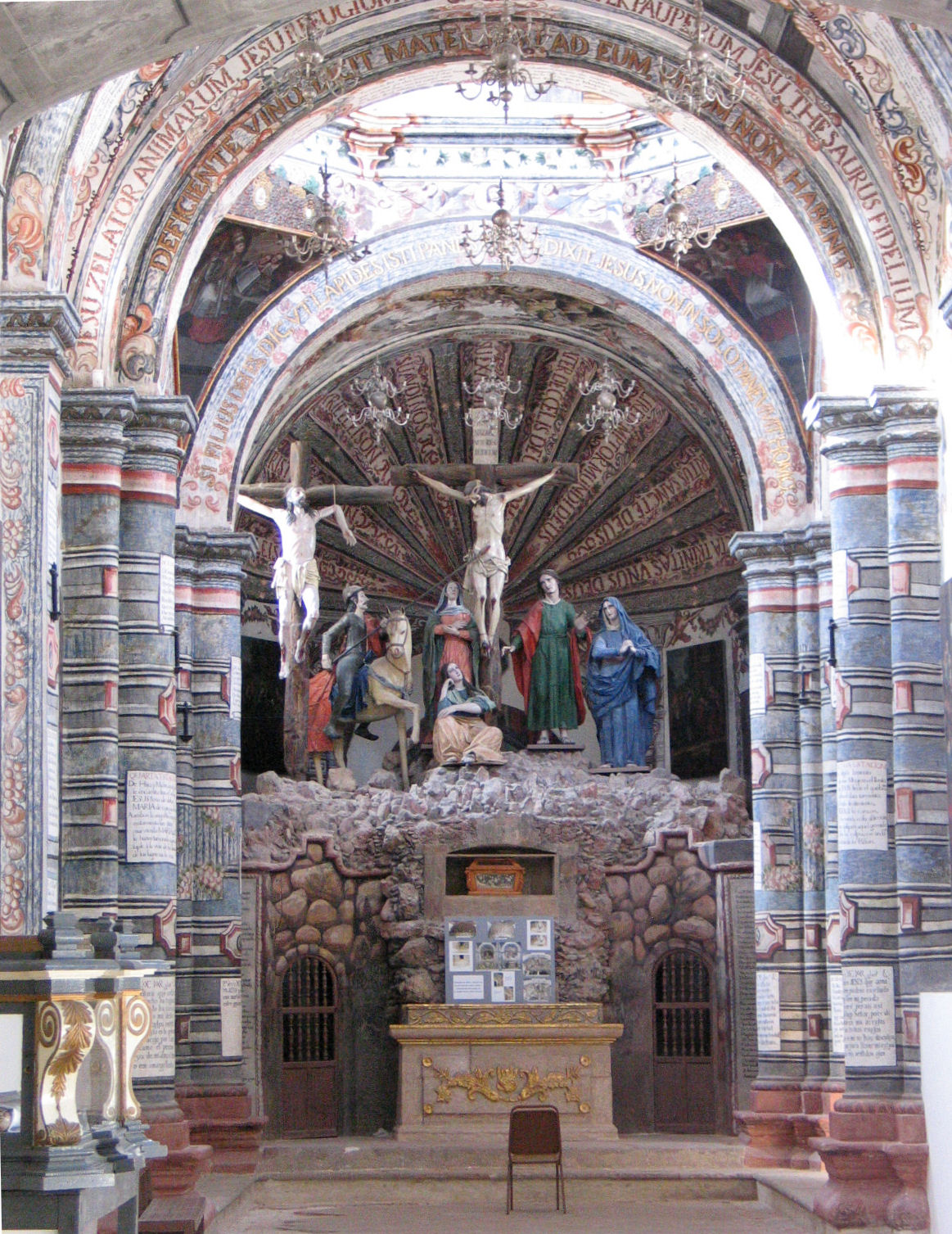
Capilla del Calvario en el Santuario de Atotonilco.

“No usó por muchos años (como cama) sino una zalea y dos frazadas bien ligeras. Su comida fue siempre tan escasa, que apenas se podía entretener el hambre. Cuando le gustaba algún manjar, lo dejaba luego o lo mezclaba al descuido, por no ser notado, un poco de acibar que siempre traía en su bolsa. Los cilicios que cargo toda su vida fueron tantos, que apenas le dejaban libres las conyuturas del cuerpo”.
“Los viernes, que pasaba comiendo pan de lágrimas, se vestía un jubón que solo el verlo pone horror: este le cogía toda la espalda, todo el pecho y la caja del cuerpo, con unas puntas tan penetrantes, que aun los dedos se lastimaban al tocarlo…”
“Los Viernes Santos, además del pan de lágrimas y un poco de ceniza que era su alimento, a más un jubón, se ponía en los pies unas zapatillas de hoja de lata tan ásperas, que parrecia imposible que diera un paso; en las rodillas se ponía unas laminas cóncavas del mismo artificio, y que crucificaba de modo su cuerpo, que apenas se le hallaría una parte sana”
Los habitantes de San Miguel el Grande lo veían todos los viernes santos haciendo sentencia publica en aquella devotísima procesión por las calles de la villa “que dispuso su ardiente celo... con una corona de penetrantes espinas, que se le introducían por la frente y bañaban su rostro con sangre, cargando un pesado madero, dar con en las tres caídas en memoria de Jesús con la cruz en la calle de la amargura, y que para esto pagaba a un hombre robusto, que sin piedad lo estirara de los pies, para dar de este modo un fuerte golpe en la tierra, con el que se le encajaban las espinas de la corona”.
El Padre Alfaro murió el viernes 22 de marzo de 1776, a las seis de la mañana. Sus restos reposan en el santuario de Jesús Nazareno.
Actualmente está en proceso su beatificación.